# Мартінес (Техас)
Мартінес (англ. Martinez) — переписна місцевість (CDP) в США, в окрузі Старр штату Техас. Населення — 42 особи (2020).

## Географія
Мартінес розташований за координатами 26°25′20″ пн. ш. 98°45′10″ зх. д. / 26.42222° пн. ш. 98.75278° зх. д. (26.422156, -98.752910).  За даними Бюро перепису населення США в 2010 році переписна місцевість мала площу 0,14 км², уся площа — суходіл.

## Демографія
Згідно з переписом 2010 року, у переписній місцевості мешкало 69 осіб у 18 домогосподарствах у складі 17 родин. Густота населення становила 499 осіб/км².  Було 20 помешкань (145/км²).
Расовий склад населення:
| - 100,0 % — білих |

До двох чи більше рас належало 0,0 %. Частка іспаномовних становила 100,0 % від усіх жителів.
За віковим діапазоном населення розподілялося таким чином: 29,0 % — особи молодші 18 років, 68,1 % — особи у віці 18—64 років, 2,9 % — особи у віці 65 років та старші. Медіана віку мешканця становила 29,1 року. На 100 осіб жіночої статі у переписній місцевості припадало 165,4 чоловіків;  на 100 жінок у віці від 18 років та старших — 133,3 чоловіків також старших 18 років.
Цивільне працевлаштоване населення становило 0 осіб. 